# Garbage Pail Kids
Garbage Pail Kids (engelska, ’soptunnebarn’) är en serie samlarkort från Topps som började säljas 1985. De skapades av tecknaren och Pulitzer Prize-vinnaren Art Spiegelman. Motiven är barn, ofta deformerade på ett svart humoristiskt eller äckligt sätt. De formgavs ursprungligen efter dockorna Kålungar (engelska: Cabbage Patch Kids), som vid den tiden var mycket populära. Efter att den första serien motiv hade blivit populär togs flera tecknare in.
Topps stämdes 1986 av Coleco, skaparna av Kålungarna, för varumärkesintrång. Topps gick med på att ändra utseendet på figurerna.
Samlarkortens framgång ledde till att en film spelades in, The Garbage Pail Kids Movie (1987). Den blev ingen succé. Det producerades också en animerad TV-serie. Den visades aldrig i USA och endast under en kort period i några europeiska länder. Både filmen och serien har senare givits ut på dvd.
1988 hade försäljningen av samlarkorten dalat och den sextonde planerade serien motiv gavs aldrig ut. 2003 började Topps att ge ut nya serier Garbage Pail Kids med tillnamnet All New Series. Sju nya serier kort gavs ut under denna titel. De ursprungliga korten började återutges 2010 under namnet Flashback, vilket också inkluderade tidigare outgivna kort och "vad hände sen?"-versioner av gamla motiv. En helt ny serie kort började säljas i oktober 2012 under namnet Brand-New Series.